# 하기자카촌
하기자카촌(萩坂村)은 이시카와현 가호쿠군에 있던 촌이다. 현재의 쓰바타정의 남동쪽, 호쿠리쿠 본선 구리카라역의 남쪽일대에 해당한다.

## 역사
- 1889년 4월 1일 - 정촌제 시행에 의해 17개 촌의 구역을 가지고 하기자카촌이 성립하였다.
- 1907년 8월 10일 - 구리카라촌과 합병해 새로운 구리카라촌이 성립하였다.

## 참고문헌
- 角川日本地名大辞典 17 石川県